# Каулиц
Вижте пояснителната страница за други значения на Каулиц.
Каулиц (на английски: Cowlitz) е етническа група на Южните брегови салиши, която живее в Съединените американски щати, наброяваща в началото на 21 век около 1700 души. Повечето от тях живеят в резерватите Чехалис, Куинолт и Якима в югозападната част на щата Вашингтон. Традиционният им език е каулиц, класифициран към Салишкото езиково семейство, който в наши дни е мъртъв език. Каулиц притежават малко парче земя по река Каулиц. Племето получава федерално признаване през 2002 г. и е в процес на признаване на племенните им земи за резерват.

## Територия
Традиционната родина на каулиц се простира на около 3750 квадратни мили в басейна на река Каулиц, северно от Река Колумбия, до Титън Иист Ривър оттатък Каскадните планини. С течение на времето племето се разделя на две отделни групи – Долни или каулиц и Горни или тайднапам. Долните каулиц са по-многобройни. Около 30 техни села са разположени в долната част на река Каулиц. Горните каулиц са в горната част на реката, на изток до Титън Иист Ривър. Постепенно, през годините горните каулиц силно се смесват с кликитат и образуват ново племе-тайднапам като приемат езика и начин на живот на кликитат, но запазват връзките си с останалата част от племето. За разлика от останалите салишки племена в района на река Колумбия, каулиц са по-тясно свързани помежду си.

## Култура
Каулиц са типични представители на Бреговите салиши, живеещи в постоянни села от големи дървени къщи, построени от кедрови трупи и дъски. Селата са разположени до богати на риба води, която е основна храна. Всяко село е ръководено от наследствен вожд и съвет на богатите мъже. Други важни храни са дивечът и различни корени и растения, които се ловят и събират през лятото в богати на тези ресурси местности. Ежегодно предприемат и дълги ловни походи в Каскадните планини и отвъд тях. Обществото им е разделено на класи-богати хора, обикновените хора и роби.

## История
Първите срещи на каулиц с бели трапери и търговци са през 1811 г. През 1829 и 1830 г. епидемии силно съкращават числеността им. През 1855 г. отказват да подпишат договора от Пойнт Елиът, тъй като не им се предоставя собствен резерват в земите им. Правителството им нарежда да се преместят в резервата Чехалис, но те отказват и продължават да настояват за свой резерват. Тъй като племето няма собствен резерват, Правителството не е длъжно да се грижи за тях и много от хората са принудени да се преместят в резерватите Чехалис, Якима и Куинолт, където се комбинират с други племена. Някои, които остават в родината си, впоследствие получават малко парче земя, което обаче все още няма статут на резерват. Седалището на племето е в Лонгвю, Вашингтон.